# 당포 해전
당포 해전(唐浦海戰)은 1592년(선조 25년) 7월 10일(음력 6월 2일) 전라좌수영 및 경상우수영의 연합함대가 지금의 경상남도 통영시 당포 앞바다에서 왜선 21척을 격침시킨 해전이다.

## 경과
그 전날, 사천 해전을 치른 함대는 사량도에 이르러 이곳에서 밤을 보냈다. 전투 당일 오전 8시 척후선으로부터 당포 선창에 왜선이 정박해 있다는 보고를 받은 연합함대는 곧 당포(지금의 통영시 산양면 삼덕리) 앞바다로 나아갔다. 당포 선창에는 왜군 대선 9척, 중선 및 소선 12척이 매어 있었다. 함대 지휘관은 가메이 고레노리였다.
이 전투는 사천 해전에 이어 두 번째로 거북선을 앞세운 전투다. 특히 기함을 집중 공격하였는데, 중위장 권준이 가메이 고레노리으로 추정되는 일본군 장수를 화살로 명중시켜 바다로 떨어뜨리자, 첨사(僉使) 김완과 군관 진무성이 목을 베었고, 일본군은 전의를 상실하고 도주하기 바빴다. 하지만, 일본의 기록에서는 가메이 고레노리는 생환하여 세키가하라 전투에 참전한 것으로 되어 있다.
도요토미 히데요시가 고레노리에게 준 금부채가 전리품으로 노획되었다. 일본군선 21척은 모두 격침되었고, 사살된 일본군도 수를 헤아리기 어려울 정도였다.